# Клара
„Клара“ е украинска компютърна анимация от 2019 г. на режисьора Александър Клименко, който е съсценарист с Сергей Грабар.

## В България
В България филмът е пуснат по кината на 25 октомври 2019 г. от bTV Studios.
На 15 февруари 2022 г. е излъчен по bTV Comedy.
Дублажът е нахсинхронен. Той е записан в Андарта Студио. Ролите се озвучават от Лина Шишкова, Камен Воденичаров, Емил Емилов, Кирил Бояджиев, Антон Хекимян, Цветослава Симеонова, Светломир Радев, Николай Пърлев, Росен Русев, Борис Кашев и други. Режисьор на дублажа е Кирил Бояджиев.